# Günter Benkö
Günter Benkö (født 12. juli 1955 i Oberwart, Burgenland) er en pensioneret østrigsk fodbolddommer, bedst kendt for at dømme to kampe under VM i fodbold 1998 i Frankrig. Han dømte også to kampe ved europamesterskabet i fodbold 2000, som blev afholdt i Belgien og Holland. Benkö var ansvarlig for finalen i UEFA Pokalvindernes Turnering i 1998-99 den 19. maj 1999 i Villa Park, Birmingham, mellem S.S. Lazio og RCD Mallorca.